# Hollaender Hugó
Hollaender Hugó, Holländer (Budapest, 1876. augusztus 16. – Budapest, Józsefváros, 1922. október 18.) orvos, magyar királyi állami közegészségügyi segédfelügyelő.

## Életútja
Hollander Ede könyvvivő és Reichsmann Berta fiaként született. A Budapesti Tudományegyetemen tanult, majd a belügyminisztérium közegészségügyi osztályán lett bakteriológus, később felügyelő. Pécsi Dániel főorvossal együtt megalapította az ingyenes Budai Ambulatoriumot; melynek, valamint állami tüdőgondozó intézetnek igazgatója lett. Kiváló orvos volt; az emberi nyirokban élősködő állati parazitában, a Lymphocytozoon hominisban ő ismerte fel a golyvás betegségek okozóját. Munkatársa volt több hazai és külföldi orvostudományi folyóiratnak, ahová főképp a rák és tüdővész gyógyítása és az orvosi kémia körébe vágó tanulmányokat írt. Felesége a nála tíz évvel fiatalabb Salamon Eugénia (Jenni) volt, akivel 1909. augusztus 31-én Budapesten, a Terézvárosban kötött házasságot. Halálát nyirokmirigy burjánzás, szívgyengeség okozta.

## Főbb művei
- A malária elterjedése Magyarországon (1907)
- A malária-kérdés jelen állása (1912)
- Die Pathochemie des Diabetes